# Botticelli Baby
 Botticelli Baby  ist eine siebenköpfige Band, die 2012 in Essen gegründet wurde. Ihr Musikstil ist nicht einzusortieren, sie nutzt das Spektrum  von Gypsy Jazz, Hot Jazz, Balkan Sound, Swing und Punk. Inzwischen ist sie international auf etlichen Bühnen in Deutschland, den Niederlanden, Tschechien, Spanien, Rumänien, der Türkei und Griechenland aufgetreten.
Am 21. Juli 2023 traten sie im Spiegelzelt auf dem 39. Zelt-Musik-Festival in Freiburg auf.
Am 11. Juli 2025 hatte die Band einen Auftritt bei der 31. Ausgabe der [Flensburger Hofkultur] 2025 im Hof des [Schifffahrtsmuseums Flensburg].

## Diskografie
Alben
- 2015: Botticelli Baby (Hey!Band)
- 2018: Junk (Unique)
- 2019: Live (Unique)[5]
- 2021: Saft (Unique)
- 2023: Boah (Unique)
- 2025: True Tapes live